# Beobachtungsturm Chly Rhy Auen
Der Beobachtungsturm Chly Rhy Auen ist ein Holzturm in Rietheim in der Gemeinde Zurzach im Kantons Aargau.

## Entstehung
Der Holzturm «Weidenpalast» wurde im Jahre 2015 erstellt. Der Architekt war Marcel Kalberer mit seinem Büro Sanfte Strukturen.

## Situation
24 Stufen führen zur Aussichtsplattform in fünf Metern Höhe. Von dieser aus bietet sich eine Aussicht auf die künstlich angelegten Weiher und deren Tierwelt.

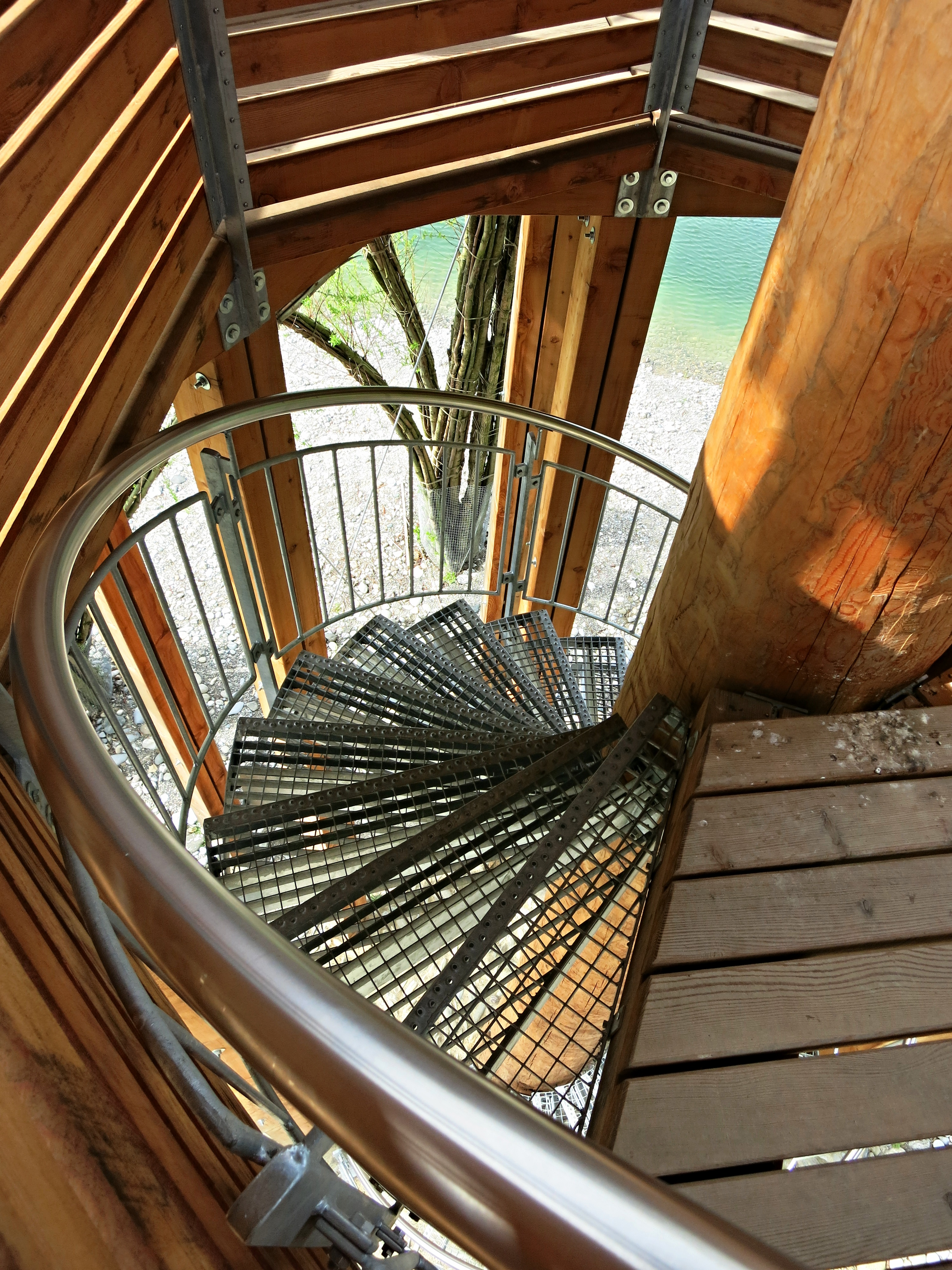
Treppe
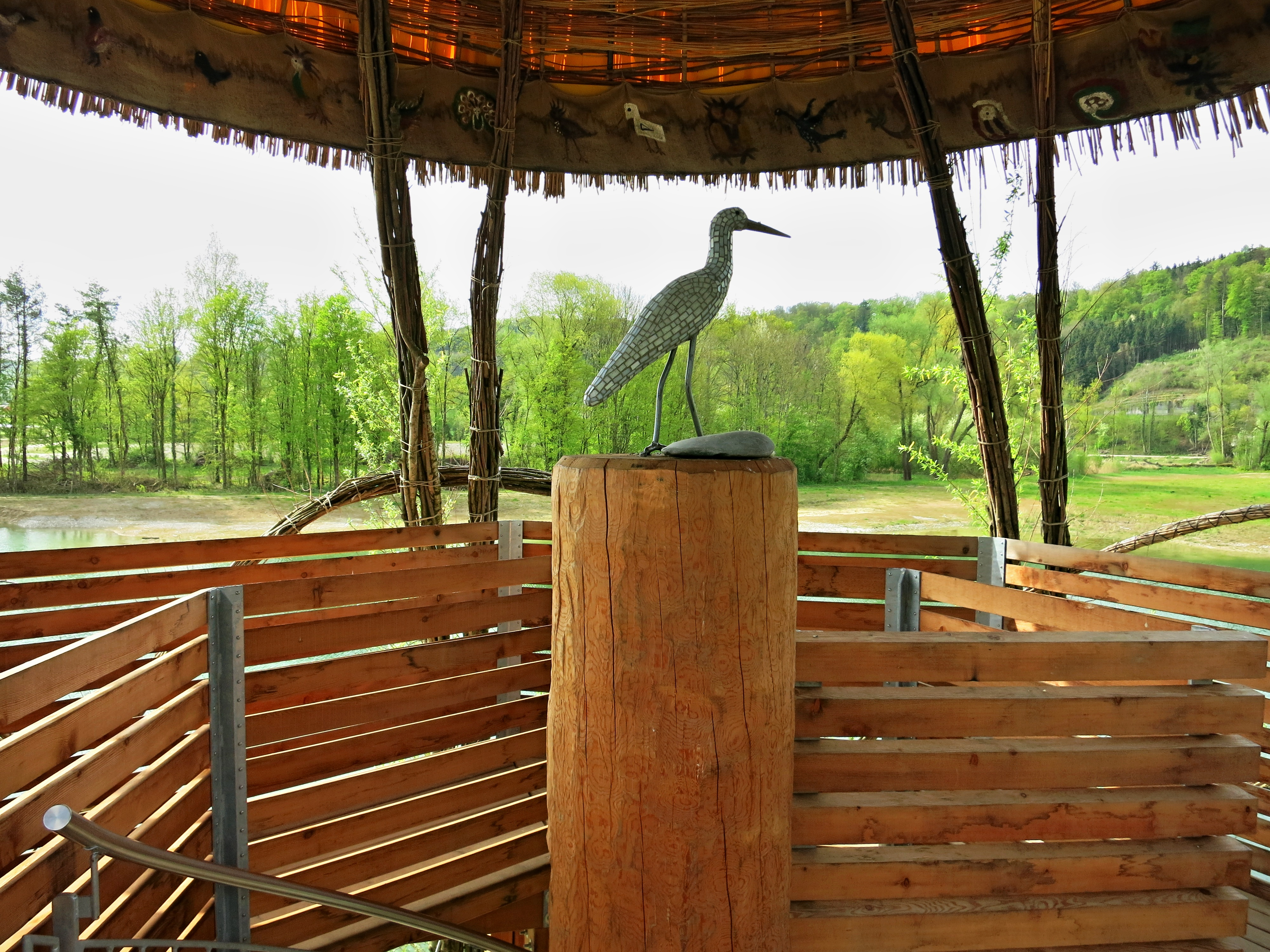
Aussichtsplattform